# Fritz Graf (Philologe)
Fritz Graf (* 12. Mai 1944 in Amriswil) ist ein Schweizer Klassischer Philologe.

## Leben und Werk
Fritz Graf wurde 1971 an der Universität Zürich bei Walter Burkert promoviert und 1981 habilitiert. Er lehrte von 1987 bis 1999 als Professor für Lateinische Philologie an der Universität Basel und ab 1999 in Princeton. Seit 2002 ist er Professor of Greek and Latin und Director of Epigraphy am Center for Epigraphical and Palaeographical Studies der Ohio State University in Columbus. Er ist korrespondierendes Mitglied des Deutschen Archäologischen Instituts; er war Mitglied des Istituto Svizzero di Roma, Fellow des Humanities Center an der Cornell University und Guggenheim Fellow. 
Graf beschäftigt sich besonders mit den Religionen der antiken Mittelmeerwelt; Schwerpunkte sind Kulte, Mythologie und Magie. Er verfasste einführende Werke zur griechischen Mythologie (Griechische Mythologie, 1985) und zur antiken Magie (Gottesnähe und Schadenzauber. Die Magie in der griechisch-römischen Antike, 1996), die beide in mehrere Sprachen übersetzt wurden. Ein Zentrum seiner Arbeit sind lokale Kulte und Feste (insbesondere in Nordionische Kulte, 1985, und in vielen Aufsätzen), ein anderes die antiken Mysterienkulte (Eleusis und die orphische Dichtung, 1974; Ritual Texts for the Afterlife. Orpheus and the Bacchic Gold Tablets, 2007, zusammen mit seiner Frau Sarah Iles Johnston). Daneben stehen edierte Werke insbesondere zur Forschungsgeschichte (Karl Meuli, Johann Jakob Bachofen, Jacob Burckhardt) und zum Mythos in Rom, das die behauptete Mythenlosigkeit der römischen Kultur hinterfragt (Mythos in mythenloser Gesellschaft, 1993). Im deutschsprachigen Raum ist er auch als Herausgeber der Einleitung in die lateinische Philologie (1997) bekannt.
2018 wurde Graf der Titel eines Doktor honoris causa von der Philosophischen Fakultät der Universität Freiburg verliehen. 2021 wurde er in die American Academy of Arts and Sciences gewählt.

## Schriften (Auswahl)
- Eleusis und die orphische Dichtung Athens in vorhellenistischer Zeit (= Religionsgeschichtliche Versuche und Vorarbeiten Bd. 33). De Gruyter, Berlin 1974 (Dissertation).
- Nordionische Kulte. Religionsgeschichtliche und epigraphische Untersuchungen zu den Kulten von Chios, Erythrai, Klazomenai und Phokaia (= Bibliotheca Helvetica Romana Bd. 21). Rom 1985 (Habilitationsschrift).
- (Hrsg.): Einleitung in die lateinische Philologie. Teubner, Stuttgart/Leipzig 1997, ISBN 3-519-07434-6.
- Griechische Mythologie. Eine Einführung. Düsseldorf und Zürich 1999.
  - Erweiterte englische Übersetzung: Greek Mythology. An introduction. Baltimore 1993. – Rezension von Lowell Edmunds, Bryn Mawr Classical Review 1994.09.10
- One generation after Burkert and Girard. In: Christopher A. Faraone, Fred Naiden (Hrsg.): Greek and Roman Animal Sacrifice: Ancient Victims, Modern Observers. Cambridge 2012, S. 32–52.
- mit Sarah Iles Johnston: Ritual texts for the afterlife: Orpheus and the Bacchic Gold Tablets. 2007.
- Roman Festivals in the Greek East. Cambridge University Press, Cambridge 2015.